# Uovo orologio blu con serpente
L'Uovo orologio blu con serpente è una delle uova imperiali Fabergé, un uovo di Pasqua gioiello che fu fabbricato a San Pietroburgo nel laboratorio di Michail Evlamp'evič Perchin, per conto del gioielliere russo Peter Carl Fabergé. Venne regalato per la Pasqua del 1895 alla zarina madre Dagmar di Danimarca dal figlio Nicola II, che proseguì la tradizione iniziata nel 1885 dal padre Alessandro III Romanov, che era morto il primo novembre 1894.
Nicola regalò due uova ogni anno, uno alla madre ed uno alla moglie alla quale, per la stessa occasione, donò l'Uovo del bocciolo di rosa. 
Da quando si è cominciato a studiare seriamente Fabergé fino al 2008, questo è stato identificato come l'uovo imperiale del 1887, nonostante sia privo degli zaffiri indicati sulle descrizioni storiche, lo stile elaborato sia più coerente con le uova Fabergé successive e appaia troppo basso il prezzo dell'uovo del 1887 di 2.160 rubli.
Dal 2012, con la riscoperta del terzo uovo imperiale, annunciato al mondo nel marzo 2014, è convalidata la teoria che l'uovo orologio blu con serpente venne realizzato nel 1895 per l'allora zar di Russia Nicola II.

## Proprietari
Non si sa quando e come lo zar ordinò l'uovo di Pasqua da Fabergé, ma venne regalato alla zarina madre Dagmar di Danimarca dal figlio per la Pasqua del 1895. 
L'uovo fu ospitato a Palazzo Aničkov fino alla rivoluzione del 1917. Insieme alle altre uova Fabergé custodite a palazzo, venne trasferito nel Palazzo dell'Armeria del Cremlino di Mosca a metà settembre del 1917. Probabilmente nel 1922 fu trasferito alla sede del Sovnarkom dove fu custodito fino al 1927 quando venne venduto all'estero a Michel Norman dell'Australian Pearl Company. 
In seguito l'uovo fu acquistato da Emanuel Snowman di Wartski, che lo vendette per poi ricomprarlo e venderlo di nuovo, attorno al 1972, al magnate Stauros Niarchos.
L'uovo entrò nella Collezione dei Principi di Monaco nel 1974, come dono al Principe Ranieri III per il 25º anniversario della sua ascesa al trono; nel 2005, alla morte del sovrano, venne ereditato da Alberto II.

## Descrizione

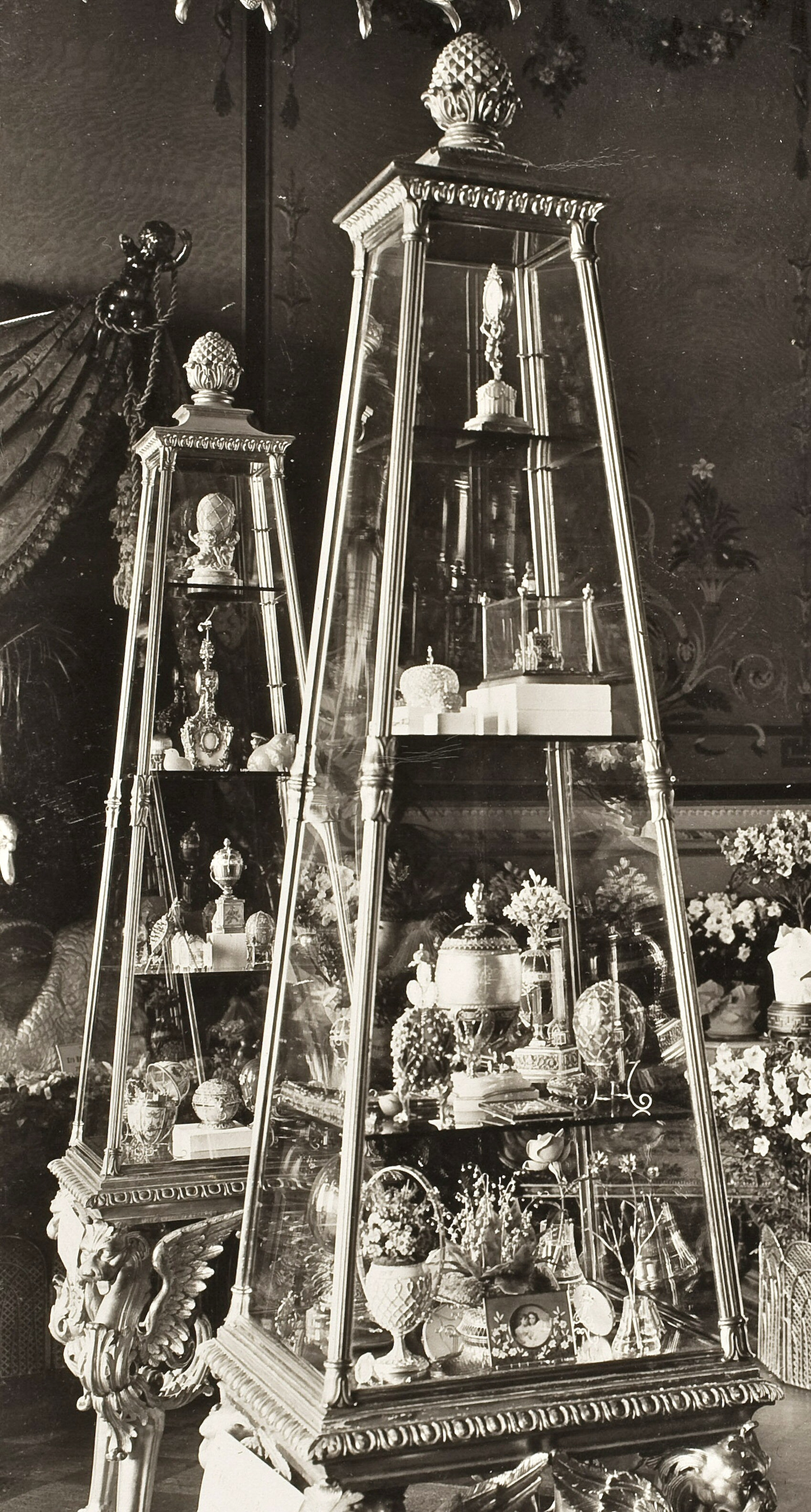
Le vetrine piramidali con le uova imperiali Fabergé, in mostra nel marzo 1902 nella Von Dervis Mansion, a San Pietroburgo.

L'uovo è fatto d'oro di vari colori, diamanti e smalto blu reale traslucido e bianco opalescente.
Si tratta di un orologio realizzato a forma di anfora, smaltato in blu traslucido su fondo guilloché, le due anse sono decorate con foglie d'acanto e diamanti.
Il quadrante anulare mobile è una fascia orizzontale smaltata di bianco con bordi d'oro incastonati di diamanti e i numeri romani, pure incastonati di diamanti; un serpente tempestato di diamanti avvolge con le sue spire il piede dell'anfora e punta in alto la testa, la sua lingua a forma di freccia indica l'ora.
Questo è il primo delle uova imperiali ad essere dotato di un orologio funzionante.
L'uovo poggia su un alto piedistallo a tre lati, smaltati di bianco opalescente e decorati con rilievi in quattro colori che rappresentano le arti e le scienze.
Questo uovo non contiene zaffiri, mentre le descrizioni dell'uovo del 1887 ritrovate negli archivi di Stato, nell'inventario del tesoro imperiale del 1917 e nei documenti del trasferimento del 1922 da palazzo Aničkov al Sovnarkom descrivono un uovo contenente zaffiri. Il terzo uovo imperiale recuperato nel 2012 contiene zaffiri e conferma che questo è l'uovo del 1895.

### Sorpresa
Poiché questo uovo è un orologio, non contiene una sorpresa.

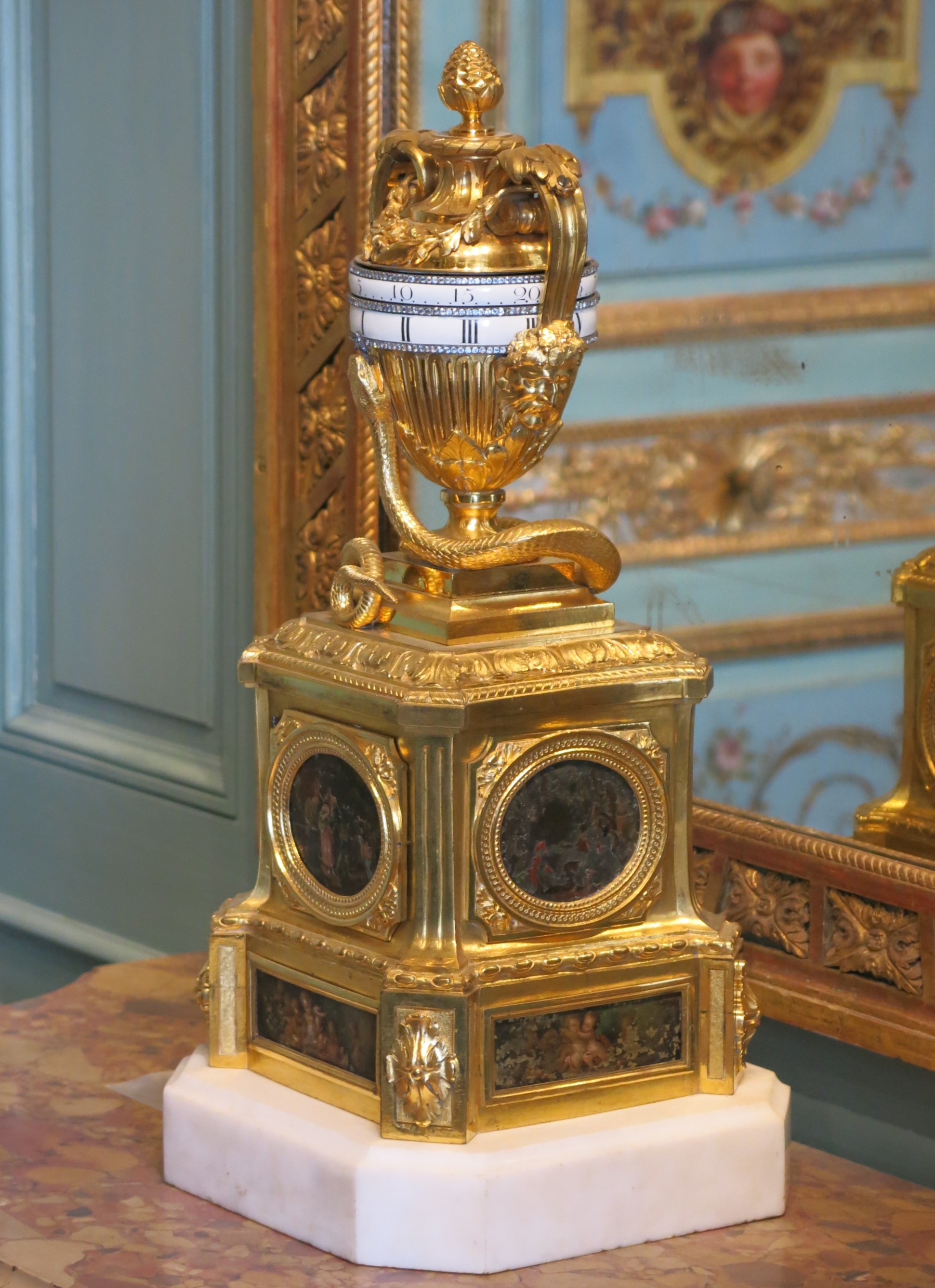
Orologio francese del XVIII secolo.

## Ispirazione
È ispirato agli orologi con quadrante girevole in voga all'epoca di Luigi XVI. Nel 1902 Fabergé creò per Consuelo Vanderbilt un uovo molto simile, più grande di quello imperiale e smaltato in rosa, anziché in blu.